# Hiroto Wakita
Hiroto Wakita (脇田 洋人, Wakita Hiroto), né le 22 septembre 1967, est un catcheur japonais. Il est plus connu sous le nom de Super Delfin (スペル・デルフィン).

## Carrière

### New Japan Pro Wrestling
Hiroto Wakita rejoint le dojo de la New Japan Pro Wrestling. En 1994 il participe au Best of the Super Juniors Tournament organisé par la New Japan Pro Wrestling. Il termine à la seconde place face à Jushin Liger en finale.

### Promotions indépendantes
Wakita débute à Amsterdam en 1989. Il catche alors sous le nom de Monkey Magic Wakita. Il commence sa carrière à la Frontier Martial Arts Wrestling, et continue à la Universal Lucha Libre, où il devient le Super Delfin au Mexique. Le 15 juin 1992 à Sōka, Delfin perd face à El Pantera dans un 4-man tournament finals afin de déterminer le UWF Super Welterweight Champion. Après que Pantera laisse tomber la ceinture. Super Delfin bat Coloso le 20 novembre 1992 à Osaka, Japon. Il conserve son titre deux ans et demi et le perd face à SATO le 3 mars 1995 à Osaka, il rejoint la Michinoku Pro Wrestling.

### Michinoku Pro Wrestling
En 1993, après quitter la Universal pour la Michinoku Pro Wrestling pendant son règne de UWF Super Welterweight Champion. Après que SATO dut laisser son titre vacant le 12 mai 1995, Super Delfin bat Triton pour le titre vacant le 14 mai 1995 à Kooriyama, Japon. Il perd son titre face à El Pantera le 21 octobre à Iwate, Japon. Super remporte son troisième UWF Super Welterweight Championship en battant El Pantera à Aomori, Japon le 5 août 1996. Il perd son titre face à Men's Teioh le 5 mai à Nakayama, Japon.

### Consejo Mundial de Lucha Libre
Le 15 mars 1996, il bat El Pantera pour la ceinture CMLL World Welterweight Championship à Osaka, Japon. Le titre de la Consejo Mundial de Lucha Libre est déclaré vacant parce que El Pantera vit alors au Japon.
Le 27 février 1999 il bat Olímpico à Nagoya, Japon pour le titre CMLL World Welterweight Championship. Il perd sa ceinture face à Arkangel de la Muerte à Kawasaki, Japon le 10 août 1999.

### Osaka Pro Wrestling
Il rejoint Osaka Pro Wrestling, une promotion indépendante en 1998, le 29 avril 1999. Il remporte le UWF Super Welterweight Championship par 5 fois, à Universal, Michinoku Pro et Osaka Pro. En 1999 il abandonne l'Osaka Pro Wrestling Championship pour le plus prestigieux Osaka Pro championship.

### Consejo Mundial de Lucha Libre
Il s'empare du NWA World Welterweight Championship de la Consejo Mundial de Lucha Libre pour 11 jours, le 20 janvier 2007 au 10 février 2007. Il gagne et perd son titre face à Hajime Ohara à Osaka, Japon.

### Promotions indépendantes
Hirooki Goto laisse vacant le titre NWA International Junior Heavyweight Championship le 7 septembre 2007 quand il rejoint la division heavyweight. Le 9 novembre 2008 à Osaka, Japon Super Delfin bat Último Dragón dans un match décisif afin de redonner vie au titre.

## Palmarès et accomplissements
- Consejo Mundial de Lucha Libre
  - CMLL World Welterweight Championship (1 fois)
  - NWA World Welterweight Championship (1 fois)

- Federación Universal de Lucha Libre
  - UWF Super Welterweight Championship (2 fois)

- Michinoku Pro Wrestling
  - Tohoku Junior Heavyweight Championship (1 fois)
  - UWF Super Welterweight Championship (2 fois)

- Osaka Pro Wrestling
  - Osaka Pro Wrestling Championship (4 fois)
  - UWF Super Welterweight Championship (1 fois) 3 (titre abandonné en 1999 et devient Osaka Pro Wrestling Championship)
  - Osaka Pro Ten-No-Zan Tournament winner (2001)
  - Osaka Pro Tag Festival Tournament winner (avec Super Demekin) (2002)

- Universal Wrestling Association (UWA)
  - UWA Welterweight Champion (2 fois)

- Autres titres
  - NWA International Junior Heavyweight Championship (1 fois)

## Récompenses des magazines
- Pro Wrestling Illustrated

| Année | 1994 | 1995 | 1996 | 1997 | 1998 | 1999 | 2000 | 2001 | 2002 | 2003 |
| ----- | ---- | ---- | ---- | ---- | ---- | ---- | ---- | ---- | ---- | ---- |
| Rang  | 246  | 194  | 180  | 68   | 87   | 88   | 75   | 126  | 121  |      |
| Année | 2004 | 2005 | 2006 | 2007 |      |      |      |      |      |      |
| Rang  | 157  | 152  | 250  | 191  |      |      |      |      |      |      |